# Digeliótika
Digeliótika (Digeliotika) är en ort i Grekland.   Den ligger i prefekturen Nomós Achaḯas och regionen Västra Grekland, i den centrala delen av landet, 140 km väster om huvudstaden Aten. Digeliótika ligger 8 meter över havet och antalet invånare är 442.
Terrängen runt Digeliótika är varierad. Havet är nära Digeliótika åt nordost. Närmaste större samhälle är Aígio, 3,5 km väster om Digeliótika. 